# Radio86
 (septembre 2023).
 (septembre 2023).
Radio86 est un ensemble de sites web et une station de radio diffusant des informations relatives à la Chine, et qui travaillent en étroite collaboration avec Radio Chine Internationale et géré par une entreprise sise en Finlande.
Selon YLE, radio-télévision publique nationale de Finlande, elle est financée par la Chine dont elle « diffuse en Europe les propos officiels ».
Radio86 travaille en partenariat avec la radio BFM Business dans le cadre de l'émission du samedi Chine hebdo consacrée à l'actualité chinoise vue depuis la France.[Quand ?]